# Paul W. Thomson
Paul William Thomson (* 22. Dezember 1891 bei Reval; † 13. Dezember 1957 in Bonn) war ein deutscher Paläobotaniker und Palynologe, bekannt für Braunkohleforschung. Sein offizielles botanisches Autorenkürzel lautet „P.W.Thomson“.

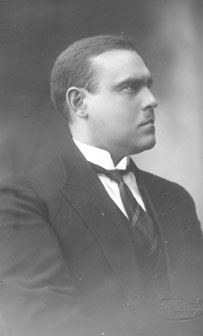
Paul W. Thomson, um 1930

## Leben
Thomson war ein Sohn des Konstantin Adolph Thomson, evangelischer Pfarrer und Propst (Lebensdaten: 9. Dezember 1865 – 15. März 1938) und der Meta Helene, geborene Wieckmann (20. Februar 1866 bis 10. Januar 1948).
Nach dem Studium der Naturwissenschaften und der Promotion war er Lehrer in Estland und leitete dann die Moorversuchsstation in Tooma. Außerdem war er Privatdozent für Paläobotanik und Moorgeologie in Dorpat. Danach war er außerplanmäßiger Professor in Königsberg und während des Zweiten Weltkriegs ab 1941 ordentlicher Professor an der Reichsuniversität Posen.
Während der deutschen Eroberung der Sowjetunion trieb Thomson im Auftrag des ERR im Hauptamt Buchraub. Er war Leiter des „Sonderstabs Wissenschaft“ der ERR in der Ukraine, sprachkundig und zuvor in Posen Direktor eines „Geologisch-Paläontologischen Instituts“ gewesen. Er plünderte verschiedene öffentliche Sammlungen der Bergbauakademie in Dnepropetrowsk und in dieser Stadt im Ganzen, aus der Paläontologie, Mineralogie und Geologie, beschlagnahmte Bücher und Fossilien, auch bei Wissenschaftlern der Stadt, für die Nationalsozialisten. Er „stellte“ dort über 400.000 Bände „sicher“, wie der NS-Euphemismus für den Buchraub hieß. Neben den fachbezogenen Büchern stahl Thomson ab 1943 zusätzlich geisteswissenschaftliche Fachliteratur über Geschichte, Bolschewismus, Kommunismus und Judentum.
Im Oktober 1942 beschwerte Thomson sich schriftlich über undifferenzierte Ermordungen, öffentliche Misshandlungen usw. der Ukrainer durch die Deutschen. Man würde die Einheimischen damit nur dem Bolschewismus in die Hände treiben. Die Ukrainer betrachtete er geistig wie Kinder, sie müssen nur ordentlich mit Propaganda versorgt werden, dann würden sie alles glauben. Das IMT, International Military Tribunal in Nürnberg verwendete das Schreiben als Dokument 303-PS über deutsche Kriegsverbrechen. Thomson äußerte darin:

„Eine polnische oder tschechische Frage können wir über das Knie brechen, dazu reichen die biologischen Kräfte unseres Volkes. Volkssplitter wie die Esten, Letten oder Litauer haben sich uns anzupassen, oder sie gehen zugrunde. Ganz anders liegen die Dinge im riesigen russischen Raum, den wir als Rohstoffbasis dringend brauchen“

Nach 1945 arbeitete er als Gärtner im Alpengarten auf dem Patscherkofel bei Innsbruck und kartierte als Geologe in Oldenburg, bevor er die Braunkohlenforschungsstelle des Landesamtes für Bodenforschung von Nordrhein-Westfalen leitete, die in der Braunkohlengrube Liblar angesiedelt war. Nach seiner Pensionierung war er Gastprofessor in Bonn.
Er veröffentlichte zunächst zur Waldgeschichte Estlands (wobei er Pollen aus den lokalen Mooren analysierte) und zur Flora des Devon in Estland. Der Braunkohle wandte er sich schon in Posen zu. 1953 entstand sein Atlas der Sporen und Pollen in den mitteleuropäischen tertiären Braunkohlen. Er befasste sich aber auch noch weiter dem Devon mit einer Veröffentlichung über Sporen und Pollen aus dem Devon 1952 und den daraus erkennbaren Vegetationsumbruch von Unter- zu Mitteldevon.
Bezüglich des Angiospermenproblems (plötzliches Auftauchen der Angiospermen in der Kreide) vertrat er die Auffassung, dass dies daran lag, dass sie im Jura nicht in der Nähe von Mooren und Gewässern wuchsen und dorthin erst in der unteren Kreide vordrangen. Er befasste sich auch mit Rückschlüssen aus dem Sporen- und Pollen-Befund auf das Klima im Tertiär und seine Schwankungen.
Zu seinen Schülern zählen Hilde Grebe und Gerhard Kremp. Thomson war verheiratet mit Mary, geborene Grube (* 20. April 1899 in St. Petersburg).

## Schriften
- Die regionale Entwicklungsgeschichte der Wälder Estlands. Acta et Comm. Univ. Tartuensis (Dorpatiensis), A, 17,2, Dorpat 1929
- Die Entstehung von Kohleflözen aufgrund von mikropaläontologischen Untersuchungen des Hauptflözes der rheinischen Braunkohle, in: Braunkohle, Wärme und Energie 2, 1950, 39–43
- mit H. Pflug: Zur feinstratigraphischen Untersuchung von Braunkohlenflözen, Geolog. Jahrbuch 66, 1950, 559–576
- mit Robert Potonié, F. Thiergart: Zur Nomenklatur und Klassifikation der neogenen Sporomorphae (Pollen und Sporen), Geologisches Jahrbuch, 65, für 1949, Hannover 1951, S. 35–69
- Grundsätzliches zur tertiären Pollen- und Sporenstratigraphie auf Grund einer Untersuchung des Hauptflözes der rheinischen Braunkohle in Liblar, Neurath, Fortuna und Brühl. (Zur Geologie der rheinischen Braunkohle 5), Geologisches Jahrbuch, 65, für das Jahr 1949, Hannover 1951, S. 113–126
- Beitrag zur Kenntnis der Sporomorphenflora des Unter- und Mitteldevon. Paläontologische Zeitschrift 25, 1952, S. 155–159
- Kurzfristige und langfristige Vegetationsänderungen im Tertiär und ihre paläoklimatischen Deutungen, Geologische Rundschau, 40, 1952, 92–94
- mit H. Pflug, Pollen und Sporen des mitteleuropäischen Tertiärs, Palaeontographica B, 94, 1953, S. 1–138